# Fórmula Euler–Maclaurin
Em matemática, a fórmula de Euler-Maclaurin é uma fórmula para a diferença entre uma integral e uma soma intimamente relacionada. Pode ser usado para aproximar integrais por somas finitas ou, inversamente, para avaliar somas finitas e séries infinitas usando integrais e a máquina de cálculo. Por exemplo, muitas expansões assintóticas são derivadas da fórmula, e a fórmula de Faulhaber para a soma de poderes é uma consequência imediata.
A fórmula foi descoberta independentemente por Leonhard Euler e Colin Maclaurin por volta de 1735. Euler precisava dele para calcular séries infinitas de convergência lenta, enquanto Maclaurin o usava para calcular integrais. Posteriormente, foi generalizado para a fórmula de Darboux .

## A fórmula
E se {\displaystyle m} e {\displaystyle n} são números naturais e {\displaystyle f(x)} é uma função contínua de valor real ou complexo para números reais {\displaystyle x} no intervalo {\displaystyle [m,n]}, então o integral
{\displaystyle I=\int _{m}^{n}f(x)\,dx}
pode ser aproximado pela soma (ou vice-versa)
{\displaystyle S=f(m+1)+\cdots +f(n-1)+f(n)}
(ver método do retângulo ). A fórmula de Euler-Maclaurin fornece expressões para a diferença entre a soma e a integral em termos das derivadas superiores {\displaystyle f^{(k)}(x)} avaliado nos pontos finais do intervalo, ou seja, quando {\displaystyle x=m} e {\displaystyle x=n} .
Explicitamente, por {\displaystyle p} um número inteiro positivo e uma função {\displaystyle f(x)} isso é {\displaystyle p} tempos continuamente diferenciáveis no intervalo {\displaystyle [m,n]}, temos
{\displaystyle S-I=\sum _{k=1}^{p}{{\frac {B_{k}}{k!}}(f^{(k-1)}(n)-f^{(k-1)}(m))}+R_{p},}
Onde {\displaystyle B_{k}} é o {\displaystyle k} o número Bernoulli (com {\displaystyle B_{1}=1/2} ) e {\displaystyle R_{p}} é um termo de erro que depende de {\displaystyle n}, {\displaystyle m}, {\displaystyle p}, e {\displaystyle f} e geralmente é pequeno para valores adequados de {\displaystyle p} .
A fórmula é frequentemente escrita com o subscrito assumindo apenas valores pares, já que os números ímpares de Bernoulli são zero, exceto {\displaystyle B_{1}} . Nesse caso, temos
{\displaystyle \sum _{i=m}^{n}f(i)=\int _{m}^{n}f(x)\,dx+{\frac {f(n)+f(m)}{2}}+\sum _{k=1}^{\lfloor p/2\rfloor }{\frac {B_{2k}}{(2k)!}}(f^{(2k-1)}(n)-f^{(2k-1)}(m))+R_{p},}
ou alternativamente
{\displaystyle \sum _{i=m+1}^{n}f(i)=\int _{m}^{n}f(x)\,dx+{\frac {f(n)-f(m)}{2}}+\sum _{k=1}^{\lfloor p/2\rfloor }{\frac {B_{2k}}{(2k)!}}(f^{(2k-1)}(n)-f^{(2k-1)}(m))+R_{p}.}

### O termo restante
O termo restante surge porque a integral geralmente não é exatamente igual à soma. A fórmula pode ser derivada aplicando integração repetida por partes a intervalos sucessivos {\displaystyle [r,r+1]} para {\displaystyle r=m,m+1,\ldots ,n-1} . Os termos de contorno nessas integrações levam aos termos principais da fórmula, e as integrais restantes formam o termo restante.
O termo restante tem uma expressão exata em termos das funções de Bernoulli periodizadas {\displaystyle P_{k}(x)} . Os polinômios de Bernoulli podem ser definidos recursivamente por {\displaystyle B_{0}(x)=1} e para {\displaystyle k\geq 1} ,
{\displaystyle {\begin{aligned}B_{k}'(x)&=kB_{k-1}(x),\\\int _{0}^{1}B_{k}(x)\,dx&=0.\end{aligned}}}
As funções Bernoulli periodizadas são definidas como
{\displaystyle P_{k}(x)=B_{k}(x-\lfloor x\rfloor ),}
Onde {\displaystyle \lfloor x\rfloor } denota o maior número inteiro menor ou igual a {\displaystyle x} (de modo a {\displaystyle x-\lfloor x\rfloor } sempre fica no intervalo {\displaystyle [0,1)} )
Com esta notação, o termo restante {\displaystyle R_{p}} é igual a
{\displaystyle R_{p}=(-1)^{p+1}\int _{m}^{n}f^{(p)}(x){\frac {P_{p}(x)}{p!}}\,dx.}
Quando {\displaystyle k>0}, pode-se mostrar que
{\displaystyle |B_{k}(x)|\leq {\frac {2\cdot k!}{(2\pi )^{k}}}\zeta (k),}
Onde {\displaystyle \zeta } denota a função zeta de Riemann ; uma abordagem para provar essa desigualdade é obter a série de Fourier para os polinômios {\displaystyle B_{k}(x)} . O limite é alcançado por igual {\displaystyle k} quando {\displaystyle x} é zero. O termo {\displaystyle \zeta (k)} pode ser omitido por estranho {\displaystyle k} mas a prova neste caso é mais complexa (ver Lehmer). Usando essa desigualdade, o tamanho do termo restante pode ser estimado como
{\displaystyle |R_{p}|\leq {\frac {2\zeta (p)}{(2\pi )^{p}}}\int _{m}^{n}|f^{(p)}(x)|\,dx.}

### Casos de baixa ordem
Os números Bernoulli de {\displaystyle B_{1}} para {\displaystyle B_{7}} estão {\displaystyle {\tfrac {1}{2}},{\tfrac {1}{6}},0,-{\tfrac {1}{30}},0,{\tfrac {1}{42}},0.} Portanto, os casos de baixa ordem da fórmula de Euler-Maclaurin são:
{\displaystyle {\begin{aligned}\sum _{i=m}^{n}f(i)-\int _{m}^{n}f(x)\,dx&={\frac {f(m)+f(n)}{2}}+\int _{m}^{n}f'(x)P_{1}(x)\,dx\\&={\frac {f(m)+f(n)}{2}}+{\frac {1}{6}}{\frac {f'(n)-f'(m)}{2!}}-\int _{m}^{n}f''(x){\frac {P_{2}(x)}{2!}}\,dx\\&={\frac {f(m)+f(n)}{2}}+{\frac {1}{6}}{\frac {f'(n)-f'(m)}{2!}}+\int _{m}^{n}f'''(x){\frac {P_{3}(x)}{3!}}\,dx\\&={\frac {f(m)+f(n)}{2}}+{\frac {1}{6}}{\frac {f'(n)-f'(m)}{2!}}-{\frac {1}{30}}{\frac {f'''(n)-f'''(m)}{4!}}-\int _{m}^{n}f^{(4)}(x){\frac {P_{4}(x)}{4!}}\,dx\\&={\frac {f(m)+f(n)}{2}}+{\frac {1}{6}}{\frac {f'(n)-f'(m)}{2!}}-{\frac {1}{30}}{\frac {f'''(n)-f'''(m)}{4!}}+\int _{m}^{n}f^{(5)}(x){\frac {P_{5}(x)}{5!}}\,dx\\&={\frac {f(m)+f(n)}{2}}+{\frac {1}{6}}{\frac {f'(n)-f'(m)}{2!}}-{\frac {1}{30}}{\frac {f'''(n)-f'''(m)}{4!}}+{\frac {1}{42}}{\frac {f^{(5)}(n)-f^{(5)}(m)}{6!}}-\int _{m}^{n}f^{(6)}(x){\frac {P_{6}(x)}{6!}}\,dx\\&={\frac {f(m)+f(n)}{2}}+{\frac {1}{6}}{\frac {f'(n)-f'(m)}{2!}}-{\frac {1}{30}}{\frac {f'''(n)-f'''(m)}{4!}}+{\frac {1}{42}}{\frac {f^{(5)}(n)-f^{(5)}(m)}{6!}}+\int _{m}^{n}f^{(7)}(x){\frac {P_{7}(x)}{7!}}\,dx.\end{aligned}}}

## Formulários

### O problema da Basileia
O problema da Basileia é determinar a soma
{\displaystyle 1+{\frac {1}{4}}+{\frac {1}{9}}+{\frac {1}{16}}+{\frac {1}{25}}+\cdots =\sum _{n=1}^{\infty }{\frac {1}{n^{2}}}.}
Euler calculou essa soma com 20 casas decimais com apenas alguns termos da fórmula de Euler-Maclaurin em 1735. Isso provavelmente o convenceu de que a soma é igual {\displaystyle \pi ^{2}/6}, o que ele provou no mesmo ano.

### Soma envolvendo um polinômio
E se {\displaystyle f} é um polinômio e {\displaystyle p} é grande o suficiente, então o termo restante desaparece. Por exemplo, se {\displaystyle f(x)=x^{3}}, podemos escolher {\displaystyle p=2} para obter, após simplificação,
{\displaystyle \sum _{i=0}^{n}i^{3}=\left({\frac {n(n+1)}{2}}\right)^{2}.}

### Aproximação de integrais
A fórmula fornece um meio de aproximar uma integral finita. Deixei {\displaystyle a<b} ser os pontos finais do intervalo de integração. Consertar {\displaystyle N}, o número de pontos a serem usados na aproximação e denotam o tamanho do passo correspondente por {\displaystyle h=(b-a)/(N-1)} . Conjunto {\displaystyle x_{i}=a+(i-1)h}, de modo a {\displaystyle x_{1}=a} e {\displaystyle x_{N}=b} . Então: 
{\displaystyle {\begin{aligned}I&=\int _{a}^{b}f(x)\,dx\\&\sim h\left({\frac {f(x_{1})}{2}}+f(x_{2})+\cdots +f(x_{N-1})+{\frac {f(x_{N})}{2}}\right)+{\frac {h^{2}}{12}}[f'(x_{1})-f'(x_{N})]-{\frac {h^{4}}{720}}[f'''(x_{1})-f'''(x_{N})]+\cdots .\end{aligned}}}
Isso pode ser visto como uma extensão da regra do trapézio pela inclusão de termos de correção. Observe que essa expansão assintótica geralmente não é convergente; há algum {\displaystyle p}, dependendo de {\displaystyle f} e {\displaystyle h}, de modo que os termos ultrapassaram o pedido {\displaystyle p} aumentar rapidamente. Assim, o termo restante geralmente exige muita atenção.
A fórmula de Euler-Maclaurin também é usada para análises detalhadas de erros em quadratura numérica . Ele explica o desempenho superior da regra trapezoidal em funções periódicas suaves e é usado em certos métodos de extrapolação . A quadratura de Clenshaw-Curtis é essencialmente uma mudança de variáveis para lançar uma integral arbitrária em termos de integrais de funções periódicas onde a abordagem de Euler-Maclaurin é muito precisa (nesse caso particular, a fórmula de Euler-Maclaurin assume a forma de uma transformação discreta de cosseno ) . Essa técnica é conhecida como transformação de periodização.

### Expansão assintótica de somas
No contexto da computação de expansões assintóticas de somas e séries, geralmente a forma mais útil da fórmula de Euler-Maclaurin é
{\displaystyle \sum _{n=a}^{b}f(n)\sim \int _{a}^{b}f(x)\,dx+{\frac {f(b)+f(a)}{2}}+\sum _{k=1}^{\infty }\,{\frac {B_{2k}}{(2k)!}}\left(f^{(2k-1)}(b)-f^{(2k-1)}(a)\right),}
Onde {\displaystyle a} e {\displaystyle b} são inteiros. Muitas vezes, a expansão permanece válida mesmo após tomar os limites {\displaystyle a\rightarrow -\infty } ou {\displaystyle b\rightarrow +\infty } ou ambos. Em muitos casos, a integral do lado direito pode ser avaliada na forma fechada em termos de funções elementares, embora a soma do lado esquerdo não possa. Então, todos os termos da série assintótica podem ser expressos em termos de funções elementares. Por exemplo,
{\displaystyle \sum _{k=0}^{\infty }{\frac {1}{(z+k)^{2}}}\sim \underbrace {\int _{0}^{\infty }{\frac {1}{(z+k)^{2}}}\,dk} _{=1/z}+{\frac {1}{2z^{2}}}+\sum _{t=1}^{\infty }{\frac {B_{2t}}{z^{2t+1}}}.}
Aqui, o lado esquerdo é igual a {\displaystyle \psi ^{(1)}(z)}, ou seja, a função poligama de primeira ordem definida por {\displaystyle \psi ^{(1)}(z)=(d/dz)^{2}(\log \Gamma (z))} ; a função gama {\displaystyle \Gamma (z)} é igual a {\displaystyle (z-1)!} E se {\displaystyle z} é um número inteiro positivo . Isso resulta em uma expansão assintótica para {\displaystyle \psi ^{(1)}(z)} . Essa expansão, por sua vez, serve como ponto de partida para uma das derivações de estimativas precisas de erro para a aproximação de Stirling da função fatorial .

#### Exemplos
Se s for um número inteiro maior que 1, temos:
{\displaystyle \sum _{k=1}^{n}{\frac {1}{k^{s}}}\approx {\frac {1}{s-1}}+{\frac {1}{2}}-{\frac {1}{(s-1)n^{s-1}}}+{\frac {1}{2n^{s}}}+\sum _{i=1}{\frac {B_{2i}}{(2i)!}}\left[{\frac {(s+2i-2)!}{(s-1)!}}-{\frac {(s+2i-2)!}{(s-1)!n^{s+2i-1}}}\right].}
Coletando as constantes em um valor da função zeta de Riemann, podemos escrever uma expansão assintótica:
{\displaystyle \sum _{k=1}^{n}{\frac {1}{k^{s}}}\sim \zeta (s)-{\frac {1}{(s-1)n^{s-1}}}+{\frac {1}{2n^{s}}}-\sum _{i=1}{\frac {B_{2i}}{(2i)!}}{\frac {(s+2i-2)!}{(s-1)!n^{s+2i-1}}}.}
Para s igual a 2, isso simplifica para
{\displaystyle \sum _{k=1}^{n}{\frac {1}{k^{2}}}\sim \zeta (2)-{\frac {1}{n}}+{\frac {1}{2n^{2}}}-\sum _{i=1}{\frac {B_{2i}}{n^{2i+1}}},}
ou
{\displaystyle \sum _{k=1}^{n}{\frac {1}{k^{2}}}\sim {\frac {\pi ^{2}}{6}}-{\frac {1}{n}}+{\frac {1}{2n^{2}}}-{\frac {1}{6n^{3}}}+{\frac {1}{30n^{5}}}-{\frac {1}{42n^{7}}}+\cdots .}
Quando s = 1, a técnica correspondente dá uma expansão assintótica para os números harmônicos :
{\displaystyle \sum _{k=1}^{n}{\frac {1}{k}}\sim \gamma +\log n+{\frac {1}{2n}}-\sum _{k=1}^{\infty }{\frac {B_{2k}}{2kn^{2k}}},}
Onde {\displaystyle \gamma \approx 0.5772156649015328606065} é a constante de Euler-Mascheroni .

## Provas

### Derivação por indução matemática
Esboçamos o argumento dado no Apostole.
Os polinômios de Bernoulli Bn(x) e as funções periódicas de Bernoulli Pn(x) para n = 0, 1, 2, ... foram introduzidos acima.
Os primeiros vários polinômios de Bernoulli são
{\displaystyle {\begin{aligned}B_{0}(x)&=1,\\B_{1}(x)&=x-{\frac {1}{2}},\\B_{2}(x)&=x^{2}-x+{\frac {1}{6}},\\B_{3}(x)&=x^{3}-{\frac {3}{2}}x^{2}+{\frac {1}{2}}x,\\B_{4}(x)&=x^{4}-2x^{3}+x^{2}-{\frac {1}{30}},\\&\vdots \end{aligned}}}
Os valores Bn(0) são os números de Bernoulli Bn . Observe que para n ≠ 1 nós temos
{\displaystyle B_{n}=B_{n}(0)=B_{n}(1),}
e para n = 1 ,
{\displaystyle B_{1}=B_{1}(0)=-B_{1}(1).}
As funções Pn concordam com os polinômios de Bernoulli no intervalo [0, 1] e são periódicos com período 1. Além disso, exceto quando n = 1, eles também são contínuos. Portanto,
{\displaystyle P_{n}(0)=P_{n}(1)=B_{n}\quad (n\neq 1)}
Seja k um número inteiro e considere a integral
{\displaystyle \int _{k}^{k+1}f(x)\,dx=\int _{k}^{k+1}u\,dv,}
Onde
{\displaystyle {\begin{aligned}u&=f(x),\\du&=f'(x)\,dx,\\dv&=P_{0}(x)\,dx&&({\text{since }}P_{0}(x)=1),\\v&=P_{1}(x).\end{aligned}}}
Integrando por partes, obtemos
{\displaystyle {\begin{aligned}\int _{k}^{k+1}f(x)\,dx&={\bigl [}uv{\bigr ]}_{k}^{k+1}-\int _{k}^{k+1}v\,du\\&={\bigl [}f(x)P_{1}(x){\bigr ]}_{k}^{k+1}-\int _{k}^{k+1}f'(x)P_{1}(x)\,dx\\&=B_{1}(1)f(k+1)-B_{1}(0)f(k)-\int _{k}^{k+1}f'(x)P_{1}(x)\,dx.\end{aligned}}}
Usando {\displaystyle B_{1}(0)=-1/2}, {\displaystyle B_{1}(1)=1/2}, e somando o acima de k = 0 a k = n − 1, obtemos
{\displaystyle {\begin{aligned}\int _{0}^{n}f(x)\,dx&=\int _{0}^{1}f(x)\,dx+\dotsb +\int _{n-1}^{n}f(x)\,dx\\&={\frac {f(0)}{2}}+f(1)+\dotsb +f(n-1)+{\frac {f(n)}{2}}-\int _{0}^{n}f'(x)P_{1}(x)\,dx.\end{aligned}}}
Adicionando ( f ( n ) - f (0)) / 2 para ambos os lados e reorganizando, temos
{\displaystyle \sum _{k=1}^{n}f(k)=\int _{0}^{n}f(x)\,dx+{\frac {f(n)-f(0)}{2}}+\int _{0}^{n}f'(x)P_{1}(x)\,dx.}
Este é o caso p = 1 da fórmula de soma. Para continuar a indução, aplicamos integração por partes ao termo de erro:
{\displaystyle \int _{k}^{k+1}f'(x)P_{1}(x)\,dx=\int _{k}^{k+1}u\,dv,}
Onde
{\displaystyle {\begin{aligned}u&=f'(x),\\du&=f''(x)\,dx,\\dv&=P_{1}(x)\,dx,\\v&={\frac {1}{2}}P_{2}(x).\end{aligned}}}
O resultado da integração por partes é
{\displaystyle {\begin{aligned}{\bigl [}uv{\bigr ]}_{k}^{k+1}-\int _{k}^{k+1}v\,du&=\left[{\frac {f'(x)P_{2}(x)}{2}}\right]_{k}^{k+1}-{\frac {1}{2}}\int _{k}^{k+1}f''(x)P_{2}(x)\,dx\\&={\frac {B_{2}}{2}}(f'(k+1)-f'(k))-{\frac {1}{2}}\int _{k}^{k+1}f''(x)P_{2}(x)\,dx.\end{aligned}}}
S
{\displaystyle \sum _{k=1}^{n}f(k)=\int _{0}^{n}f(x)\,dx+{\frac {f(n)+f(0)}{2}}+{\frac {B_{2}}{2}}(f'(n)-f'(0))-{\frac {1}{2}}\int _{0}^{n}f''(x)P_{2}(x)\,dx.}
Este processo pode ser iterado. Desta forma, obtemos uma prova da fórmula de soma de Euler-Maclaurin que pode ser formalizada por indução matemática, na qual a etapa de indução depende da integração por partes e de identidades para funções de Bernoulli periódicas.